# أوب (روسيا)
اوب (بالروسية: Обь) هي إحدى مدن روسيا في الكيان الفدرالي الروسي نوفوسيبيرسك أوبلاست.